# Полікарбонат

Структурна формула полікарбонату — естеру бісфенолу А

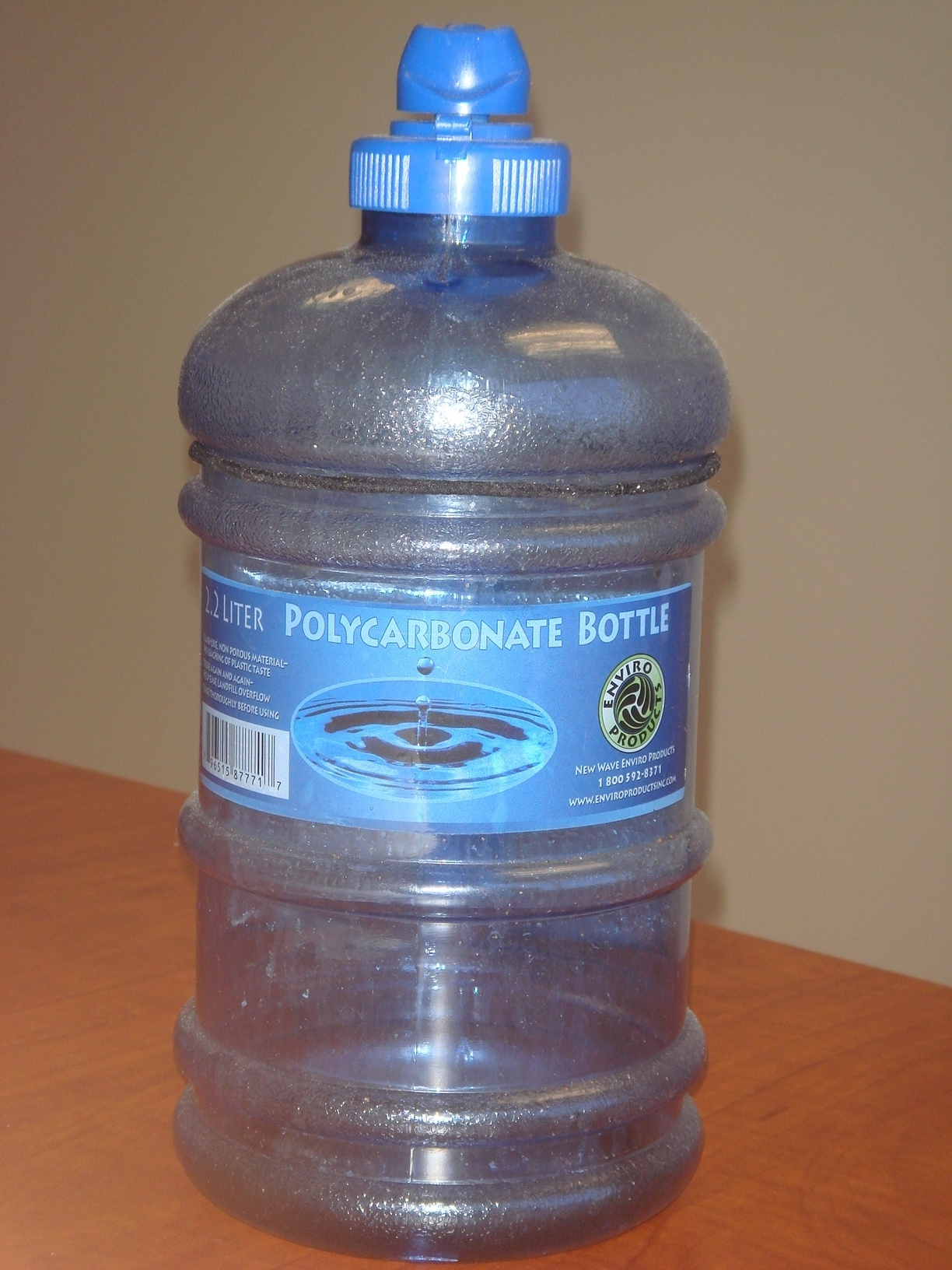
Бутля з полікарбонату

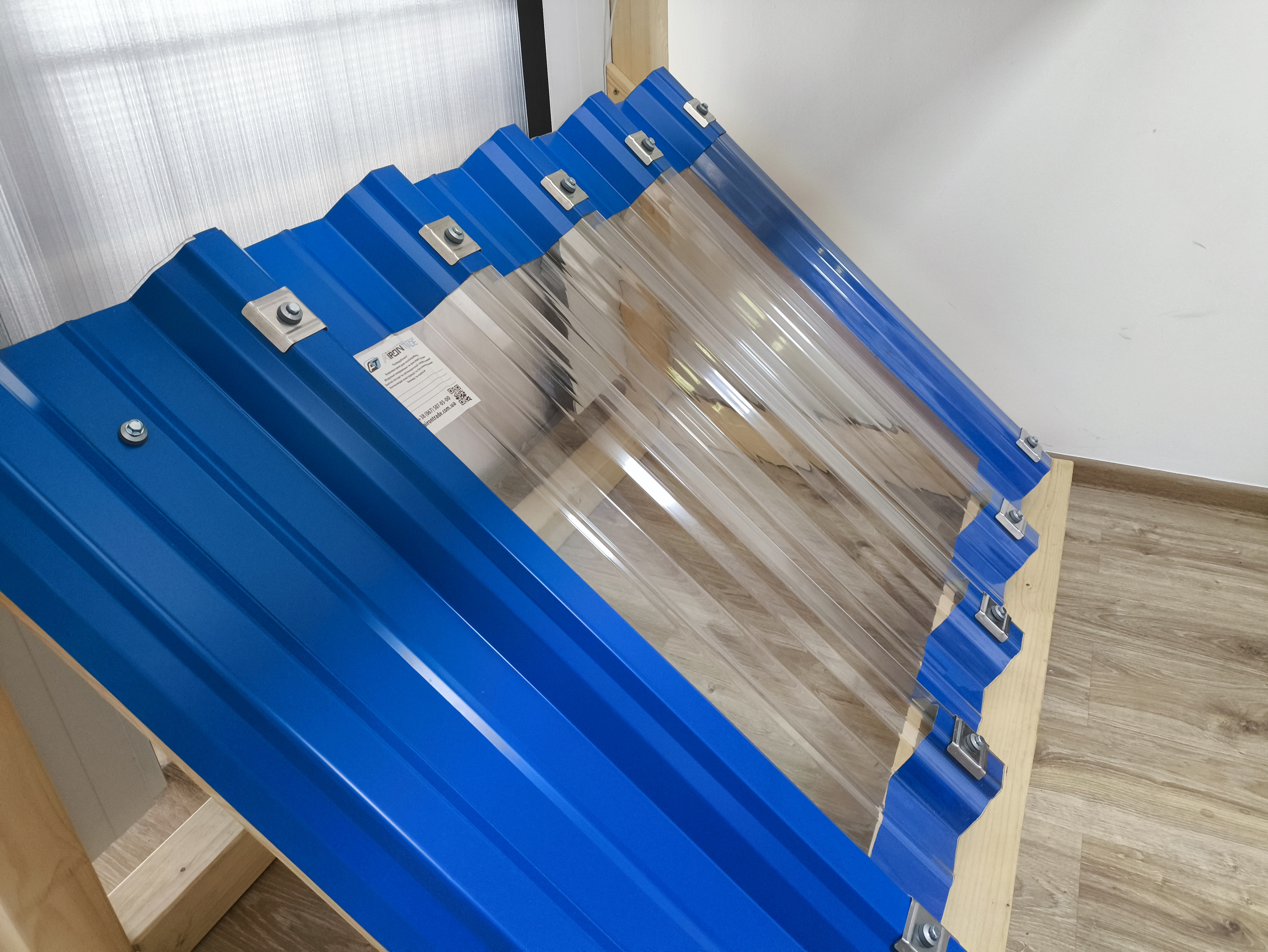
Профільований полікарбонат, що сумісний з металевим профільним листом

Полікарбона́т — це полімерний пластик, який широко використовується у будівництві завдяки низці переваг перед іншими будівельними матеріалами. Поширений у двох видах: монолітний і сотовий полікарбонат.

## Види полікарбонату
Монолітний полікарбонат — це суцільний полімерний лист без внутрішніх пустот. Зовні він нагадує звичайне силікатне скло, тільки легше і міцніше. Листи монолітного полікарбонату випускаються різні за товщиною (0,75 — 40 мм), кольором, структурою поверхні і розмірами.
Є різновиди багатошарових полікарбонатних листів: з одностороннім і двостороннім УФ-захистом; ламіновані листи (куленепробивні).
Сотовий (структурований) полікарбонат — полімерний лист з внутрішньою структурою, яка являє собою дво-, три- або чотиришарову конструкцію, заповнену великою кількістю поздовжніх перемичок (ребер жорсткості). Ребра жорсткості можуть утворювати квадрати, трикутники, хрестові структури. У розрізі такі листи нагадують бджолині стільники, звідси одна з англійських назв матеріалу.
Профільований полікарбонат (профільний полікарбонат) - це суцільний лист без внутрішніх пустот, що має певну геометрію. Листи можуть мати трапецієвидну або синусоїдну форму. Також листи можуть повторювати форму металевих листів (профільного прокату), що дозволяє створювати мансардні вікна у покрівлях промислових та виробничих приміщеннях та використовувати профільований полікарбонат як вікна.
Випускають стільниковий полікарбонат у вигляді панелей товщиною від 4 до 65 мм. Вони можуть бути прозорими, кольоровими, а також різнобарвними, коли зовнішні поверхні пофарбовані різними кольорами. Пластичність полікарбонату дозволяє формувати стільникові листи різної конфігурації (зигзаго- і хвилеподібні), а також профільовані листи.

## Властивості полікарбонату
Вага. Полікарбонат має таку ж питому вагу, як оргскло, і майже в 2 рази легший за звичайне скло, на 15% легший за ПВХ і на 6% легший за ПЕТ-Г. При заміні монолітного листа товщиною 4 мм на стільниковий лист такої ж товщини досягається 6-кратне зниження ваги.
Оптичні властивості. Полікарбонат має показник заломлення 1,59, що відповідає звичайному склу. 
Гнучкість. Гнучкість полікарбонатних листів по дугоподібних елементах несучих конструкцій характеризує такий показник, як мінімальний радіус згину. Наприклад, 4-міліметровий лист монолітного полікарбонату може бути зігнутий по радіусу не менше 0,6 м. (Для порівняння: радіус вигину спіненого ПВХ товщиною 4 мм повинен бути не меншим 1 м, а для ПММА це значення становитиме 1,32 м)
Звукоізолювальні властивості. Рівень зниження шуму структурними полікарбонатними листами різної товщини (від 4 до 32 мм) становить від 15 до 25 дБ.
Теплоізолювальні властивості. Монолітний полікарбонат зберігає тепло на 25% краще ніж скло та на 30% краще ніж поліетилен. Щільниковий полікарбонат (завдяки наявності повітря у щільниках) зберігає в рази більшу кількість теплової енергії. Завдяки цій властивості він часто використовується при спорудженні теплиць та парників.
Ударостійкість. Приблизно можна оцінити величину цієї фізичної характеристики як 900 — 1100 кДж/м² (без надрізу).
Стійкість до УФ випромінення. За цим показником значно перевищує поліметилметакрилат, та інші прозорі полімери, проте є найдорожчим органічним склом.
Листи з УФ-захистом можуть перебувати на відкритому повітрі протягом багатьох років без зміни своїх властивостей і втрати зовнішнього вигляду. Звичайні ж листи, не захищені від ультрафіолету, призначені для використання лише всередині приміщень.

## Технологічний процес виготовлення
Полікарбонат отримують у результаті багатостадійного синтезу за участю декількох складників. Полікарбонат поставляють у вигляді гранул — дрібних прозорих зерен. У такому вигляді матеріал легше зберігати і транспортувати до місця переробки.
На переробний завод полікарбонатний гранулят прибуває розфасованою в багатошарові вологонепроникні мішки. Гранулят зважують і завантажують для зберігання в силоси — високі склади з конічним, воронкоподібним, дном, через яке сировину легко подавати до верстата.
З силосів по пневмотранспортеру гранули завантажуються в циклон — пристрій на зразок центрифуги, призначений для очищення сировини від пилу — будь-які сторонні домішки можуть негативно вплинути на якість полікарбонатних листів: погіршити їх прозорість, колір або послабити характеристики. Знепилені гранули проходять автоматичний дозатор і потрапляють в бункер — камеру, де відбувається їх плавлення. Туди ж додають різні присадки для поліпшення властивостей суміші і майбутніх листів, наприклад, для спінювання або запобігання конденсації води на поверхні і всередині осередків. Полікарбонатна суміш плавиться в бункері і перемішується, поступово нагріваючись до 250—290 градусів Цельсія і перетворюючись на однорідну масу. Гази, що виділяються при цьому, відводяться назовні.
Наступний вузол виробничої лінії — екструдер. У ньому формується відповідна структура листа — монолітна або сотова. Застосування екструдера пояснюється тим, що полікарбонат навіть в рідкому стані залишається високов'язкою речовиною, і формувати з нього рівні листи найефективніше шляхом продавлювання (екструзії) через спеціальну матрицю, або фільєру. Так виходить виріб потрібного профілю. Потім сформована полікарбонатна стрічка потрапляє під прес, який надає їй потрібну товщину і гладкість, і рухається далі по транспортеру, релаксуючи, тобто звільняючись від набутих навантажень.
Коли полікарбонатна стрічка охолола і прийняла свою природну форму, її нарізують на листи. Готові панелі складають на піддон, фахівці за допомогою приладів перевіряють їх якість: товщину, міцність, світлопропускання, товщину УФ-захисного шару, чужорідні вкраплення і т. д. Після цього полікарбонатні панелі відвозять на автоматичних навантажувачах на склад, а звідти доставляють в магазини і кінцевому споживачеві.

## Сфера застосування
Унікальність властивостей полікарбонату зробили цю речовину широко застосовуваним в різних галузях промисловості і в побуті. Він незамінний там, де від матеріалу потрібні високі міцнісні показники, термостійкість, мала текучість, стабільність розмірів виробів, негорючість, незначне водопоглинання, фізіологічна інертність і стійкість до дії різних хімічних реагентів.
Саме з полікарбонату виготовляються компакт-диски: CD, DVD та Blue-Ray.
Найбільш широко полікарбонат використовується в комерційному та міському будівництві: скління і перекриття будівель, екстер'єрні рішення, противандальний захист, вітрини, оформлення торгових і виставкових павільйонів, перекриття вокзалів і перонів залізничних станцій, проти шумові огородження автотрас, перекриття автозаправних станцій, криті стоянки, зупинні комплекси.
У рекламі й дизайні інтер'єрів з використанням полікарбонату виготовляють: світлові конструкції, короби, табло; вивіски та об'ємні букви; підвісні стелі; перегородки для офісів; різні інтер'єрні рішення.
У промисловому виробництві полікарбонат використовується для виготовлення корпусних частин обладнання, зенітних ліхтарів, душових кабін. У сільському господарстві — для скління теплиць і тваринницьких комплексів.
Полікарбонат - це високоякісний матеріал, який дуже популярний для будівництва навісів, альтанок та теплиць. Цей матеріал має високу міцність та стійкість до зношування, не боїться впливу погодних умов та ультрафіолету.
Будівництво з полікарбонату - це швидко, надійно та естетично привабливо. Полікарбонат можна знайти в різних кольорах, товщині та текстурі, що дозволяє створювати вигляд навісів, альтанок та теплиць на будь-який смак.
Навіси та альтанки з полікарбонату можна використовувати як для автомобілів, так і для захисту від сонця під час відпочинку на вулиці. Теплиці з полікарбонату дозволяють вирощувати рослини в умовах, близьких до природніх.
З полікарбонату вже кілька десятиліть виготовляються спеціальні модульні світлопрозорі системи для покрівлі та фасадів. Вони з'єднуються між собою та утворюють суцільне скління, що безпечне до ударів та вибухів.

## Нестандартні сфери застосування полікарбонату
Крім «класичних» сфер застосування полікарбонату, існують досить специфічні, і навіть екстравагантні способи використання полікарбонату, серед яких: військова техніка (купол кабіни пілота), автотюнінг (колісні диски Radurra), спортивні товари (окуляри, маски, шоломи, рами роликів), товари народного споживання (захисні покриття для техніки, корпуси сучасних телефонів, абажури для ламп, ковпаки вуличних ліхтарів).
У медицині полікарбонати використовують для виготовлення інструментів одноразового споживання: чашок Петрі, фільтрів для крові, корпусів бормашин, різних хірургічних інструментів.
У фотографічної промисловості та оптиці полікарбонати використовують для виготовлення оптичних лінз і скла, деталей фотоапаратів і камер, касет для плівок. Широке розповсюдження для цих цілей отримали полікарбонати, армовані скляним волокном.
У машинобудуванні, завдяки своїй невеликій густині, високим механічним показникам (ударна в'язкость, стійкість до атмосферних впливів) полікарбонати поступово з успіхом витісняють кольорові метали. Полікарбонати порівняно легко переробляються литтям під тиском у вироби, що не вимагають додаткової механічної обробки. Тому, незважаючи на високу вартість самого полімеру, багатосерійні вироби з полікарбонату дешевше деталей, виготовлених з металів. Полікарбонати застосовують для виготовлення трубопроводів, багатоступінчастих відцентрових насосів. Вони стійкі до корозії, до дії абразивних частинок, наприклад, піску, тому труби з полікарбонату використовують для перекачування розчинів солей і рідин, що містять механічні домішки. З полікарбонатів виготовляють також деталі холодильників, пилососів, кавомолок, електробритв та багато іншого.

## Виробники полікарбонату
Провідні світові виробники полікарбонатної сировини:
- Bayer Material Science (Німеччина)
- Asahi Kasei Chemicals Corporation (Японія)
- GE plastics (США)
- SABIC Innovative Plastics (спадкоємиця GE plastics, США)
- Mitsubishi Engineering-Plastics (Японія)
- Teijin Limited (Японія)
- The Dow Chemical Company (США) - вони продали бізнес з виробництва полікарбонату (інформація від представників на виставці Interplastica 2014, м. Москва)